# Mur (Vully-les-Lacs)
Mur (toponimo francese) è una frazione di 203 abitanti del comune svizzero di Vully-les-Lacs, nel Canton Vaud (distretto della Broye-Vully).

## Geografia fisica
Mur si affaccia sul lago di Murten.

## Storia

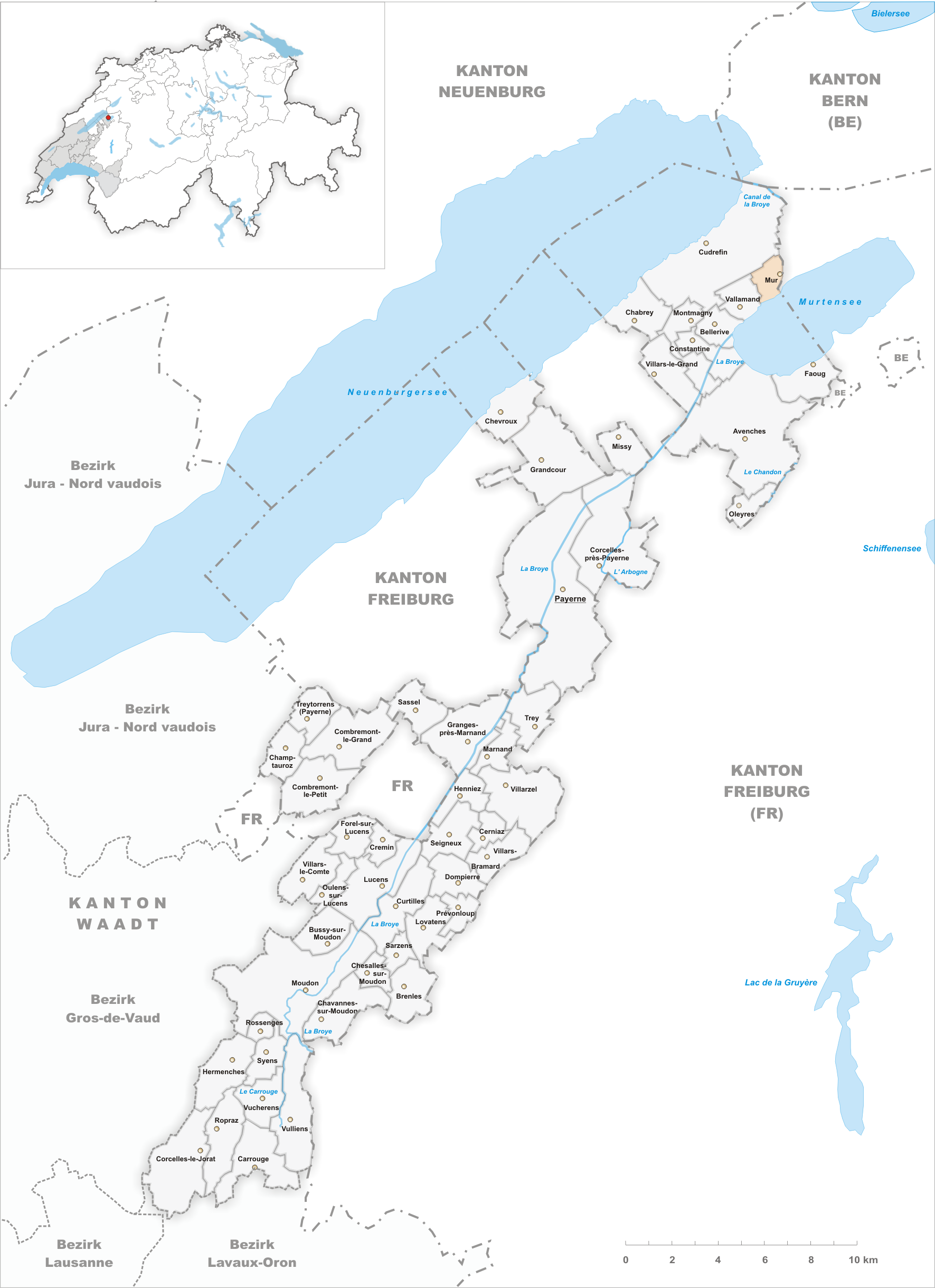
Il territorio del comune di Mur prima degli accorpamenti comunali del 2011

Già comune autonomo che si estendeva per 1,78 km² e che comprendeva anche parte della frazione di Guévaux, nel 2011 è stato accorpato agli altri comuni soppressi di Bellerive, Chabrey, Constantine, Montmagny, Vallamand e Villars-le-Grand per formare il nuovo comune di Vully-les-Lacs.

### Simboli
Lo stemma fu probabilmente disegnato nel 1915, quando gli stemmi dei quattro comuni della parrocchia di Montet-Cudrefin furono inseriti in una nuova vetrata della chiesa parrocchiale.
Il muro è un simbolo parlante. La scelta degli smalti indica che il comune si trova al confine tra i cantoni di Friburgo (nero/bianco) e Vaud (verde/bianco).

## Società

### Evoluzione demografica
L'evoluzione demografica è riportata nella seguente tabella:
Abitanti censiti

## Amministrazione
Ogni famiglia originaria del luogo fa parte del cosiddetto comune patriziale e ha la responsabilità della manutenzione di ogni bene ricadente all'interno dei confini della frazione.